# Libertarias
Libertarias es una película española del año 1996. Posteriormente se estrenó internacionalmente en 2004. Basada en la novela homónima de Antonio Rabinad, fue escrita y dirigida por Vicente Aranda.

## Sinopsis
En los primeros días de la guerra civil española una joven monja que huye de su convento conoce casualmente a un grupo de milicianas anarquistas de la organización feminista del movimiento libertario español llamada Mujeres Libres. Las acompañará al frente del Ebro cerca de Zaragoza, donde vivirá los rigores de la guerra y de la revolución social española de 1936. 

## Reparto
- Ana Belén, Pilar
- Victoria Abril, Floren
- Ariadna Gil, María
- Blanca Apilánez, Aura
- Laura Mañá, Concha
- Loles León, Charo
- Jorge Sanz, obrero hijo
- José Sancho, obrero padre
- Joan Crosas, Boina
- Antonio Dechent, Faneca
- Miguel Bosé, (¿Jesús Arnal?) secretario de Durruti
- Paco Bas, miliciano
- Greg Charles, reportero extranjero
- Claudia Gravy, madame del burdel
- Paco Maestre, obispo
- Héctor Colomé, Buenaventura Durruti
- María Galiana, superiora
- Ángeles Martín, Carmen
- Ana Malaver,  prostituta
- María Pujalte, Mariona
- Azucena de La Fuente, Olga
- Isabel Ruiz de la Prada, Anita
- Patricia Vico, Patro
- Mercè Rovira, Merche
- Antonio Iranzo, miliciano
- Antonio Ross, guardia civil
- Enrique Villén, miliciano
- José Antonio Sánchez, tipo casino
- Luis Hostalot, miliciano 1 carretera
- Jesús Ruyman, miliciano 2 carretera
- Francisco Hernández, aviador (como Paco Hernández)
- Rosa Novell, oradora
- Victoria Vivas, militante (¿Federica Montseny?) Mujeres Libres
- Joan Grau, acordeonista
- Jaroslav Bielski, periodista ruso (como Jaroslaw Jielski)
- Esther Rabinaud, pelirroja
- Rodolfo Montero, miliciano trinchera
- Álvaro Gómez, sargento trinchera
- Enrique Navarro, cocinero
- Daniel Medrán, miliciano
- Víctor Manuel Rivas, miliciano
- José Antonio Gallego, oficial nacional suicida
- Enrique Escudero, miliciano
- Gabriel Latorre, guardia de asalto
- Miguel Zúñiga, médico cementerio
- Manuel Navarro, miliciano intelectual
- Bruno Squarcia, miliciano
- Jesús Alcaide, médico dispensario
- Javier Mas, practicante
- Concha Salinas, miliciana 1
- Milagros Domínguez, miliciana 2
- Ángeles García, miliciana 3
- Laura Inclán, miliciana 4
- Yolanda Pallín, miliciana 5
- Otilia Laiz, miliciana 6
- Lola Acosta, miliciana 7
- Encarna Breis, miliciana 8
- María de las Heras, miliciana 9
- Helena Avilés, miliciana 10
- Ramiro Alonso, miliciano conductor
- David Pinilla, oficial nacional trinchera
- Pedro Miguel, oficial nacional de asalto
- Antonio Canal, oficial nacional
- José Cerro, cura
- Luis García, soldado nacional
- Rafael Jiménez, tipo 1 prisión
- Javier Páez, tipo 2 prisión
- Raúl Pazos, tipo 3 prisión
- Ángeles Ladrón de Guevara, campesina
- Antonio Castro, practicante
- Adrián Cuella, miliciano muerto
- Víctor Monzón, miliciano

## Palmarés cinematográfico

### Premios Goya
| Año  | Categoría                     | Destinatario(s)                                                 | Resultado |
| ---- | ----------------------------- | --------------------------------------------------------------- | --------- |
| 1996 | Mejor actriz de reparto       | Loles León                                                      | Nominada  |
| 1996 | Mejor dirección de producción | Luis Gutiérrez                                                  | Nominado  |
| 1996 | Mejor diseño de vestuario     | Javier Artiñano                                                 | Nominado  |
| 1996 | Mejor maquillaje y peluquería | Juan Pedro Hernández, Ana Lozano, Esther Martín y Manuel García | Nominado  |
| 1996 | Mejores efectos especiales    | Reyes Abades                                                    | Nominado  |

- Festival de Cine de Tokio - Premio Especial del Jurado (1996)
- Festival Internacional de Cartagena de Indias - Mejor Actriz y Premio de la Crítica (1997)